# 은혜중학교
은혜중학교(恩惠中學校)는 대한민국 경기도 평택시 장안동에 있는 사립 중학교이다.

## 학교 연혁
- 1968년 4월 4일 : 송신고등공민학교 설립(설립자 이무용 목사)
- 1970년 8월 10일 : 학교법인 은혜학원 설립인가
- 1971년 1월 29일 : 정학봉 목사 초대 교장 취임
- 1971년 2월 9일 : 은혜여자중학교 설립인가 학년당 1학급
- 1994년 9월 30일 : 중.고등학교 신축교사로 이전(평택시 장안동 산 46번지)
- 2005년 3월 1일 : 은혜중학교 학칙변경 (남녀공학)
- 2009년 3월 10일 : 교육과학기술부 지정 교육복지투자 우선지역 지원 사업(09 ~ 2014)
- 2010년 12월 8일 : 이무용 이사장 취임
- 2018년 1월 9일 : 제45회 졸업식(155명)
- 2023년 9월 1일 : 제15대 교장 이제중 취임

## 참고 자료
- 은혜중학교 - 한국교육학술정보원 학교알리미